# Erik Kriek
Erik Kriek (Amsterdam, 18 november 1966) is een Nederlands striptekenaar en illustrator. Hij staat vooral bekend om zijn reeks Gutsman (1994). 
Hij werkt als illustrator onder andere voor De Nacht van de Wansmaak, VPRO, de Volkskrant, Vrij Nederland, Schokkend Nieuws, Weltwoche en de kaften van de Nederlandse Tolkien-uitgaven van Meulenhoff. De meeste van zijn boeken worden in Nederland uitgegeven door uitgeverij Oog & Blik.

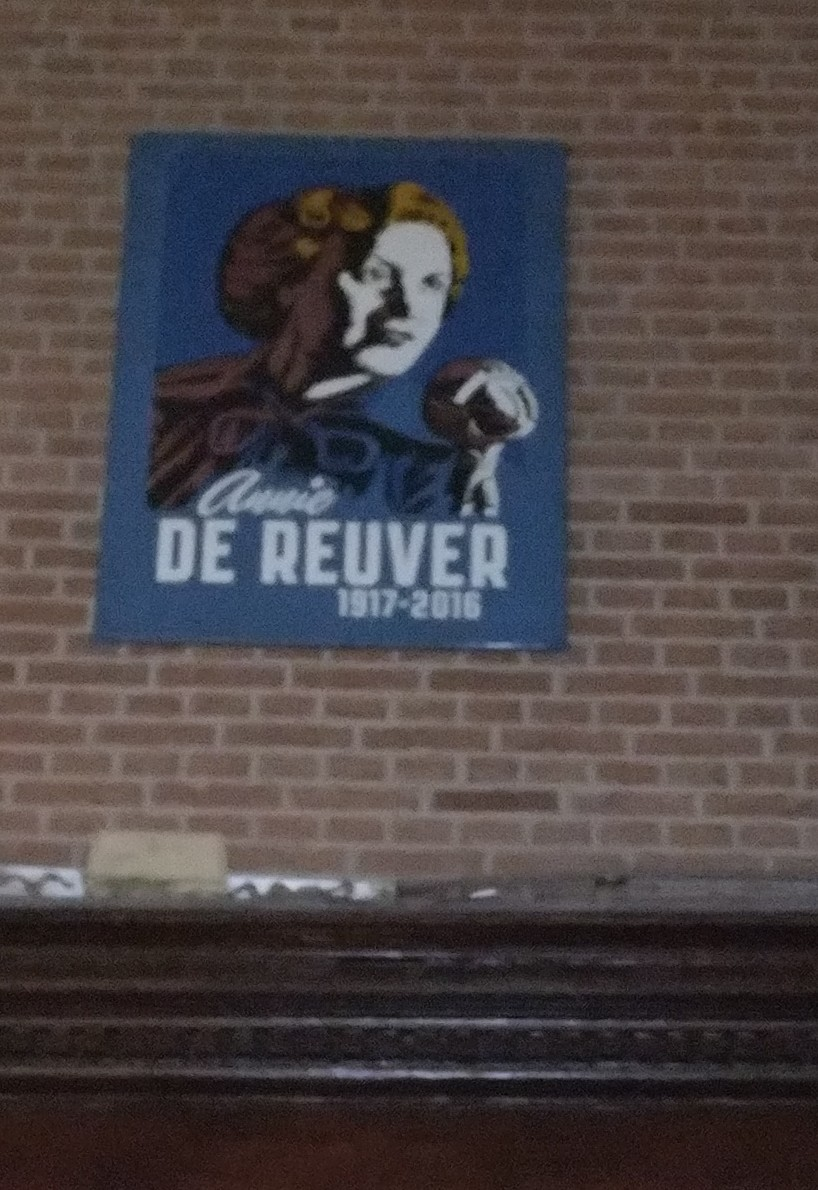
Tekening door Erik Kriek van Annie de Reuver in het Rotterdam Jazz Artists Memorial

Het Onzienbare en andere verhalen, zijn bundel uit 2012 van zes korte strips naar de verhalen van H.P. Lovecraft, is ook in het Spaans, Frans, Italiaans en Duits uitgegeven. 
Erik Kriek verstripte in 2016 vijf "murder ballads" (onder anderen van Nick Cave, Steve Earle en Gillian Welch) in In the pines, 5 murder ballads. Kriek tekende deze strip in zwart-wit met telkens een steunkleur, met een sfeervolle setting en landschappen. Op de bijhorende cd vertolkte Erik Kriek de verstripte "murder ballads" begeleid door de Bluegrass Boogiemen. Voor uitgeverij Ezo Wolf tekende hij omslagen voor Het geval Charles Dexter Ward, de horrorklassieker van H.P. Lovecraft, en De Vampyr van John William Polidori en illustreerde hij Robinson Crusoe van Daniel Defoe.

## Guus in Cyberstad
Kriek sprak de Nederlandse stem in van de computerspel serie, Guus in Cyberstad van Modern Media Ventures Inc. 